# Владивостокский городской округ
Владивосто́кский городско́й о́круг или город Владивосток — муниципальное образование (городской округ) и одноимённая административно-территориальная единица (город краевого подчинения) в Приморском крае России.
Административный центр — город Владивосток.

## География
Городской округ, помимо собственно города Владивостока на полуострове Муравьёва-Амурского, включает также прилегающие территории: на севере — посёлок Трудовое, на западе — на противоположном берегу Амурского залива — полуостров Песчаный с селом Береговое, а на юге — около 50 островов залива Петра Великого (среди которых только 6 имеют площадь свыше одного квадратного километра: Русский, Попова, Рейнеке, Рикорда, Шкота, Елены).
Общая площадь земель в границах Владивостокского городского округа составляет 590,14 км² или 59 014 гектаров, в том числе площадь в границах шести населённых пунктов — 441,05 км² или 44 105 гектаров, леса — 119,27 км², акватории — 20,59 км². Часть округа, расположенная на полуострове Муравьёва-Амурского, включая посёлок Трудовое, имеет площадь 35 044 га, а расположенная на полуострове Песчаном (с прилегающей территорией) — 7525 га. Остров Русский, самый крупный из островов, входящих в городской округ, имеет площадь 9764 га. Площадь остальных островов в общей сложности составляет 2915 га.
Летом 2023 года стало известно о том, что профильный комитет Думы города Владивостока рекомендовал дать согласие на предложением министерства РФ по развитию Дальнего Востока и Арктики по присоединению к городскому округу Владивостока части Надеждинского района Приморского края площадью 1371 гектар и создание на этой территории новой административно-территориальной единицы — внутригородского района Владивостокского городского округа. Целью данного расширения территории городского округа является реализация проекта создания города-спутника Владивостока на территории опережающего развития «Надеждинская»; данный проект включён в мастер-план развития Владивостокской агломерации.
В состав нового административного района должны войти следующие населённые пункты Надеждинского муниципального района Приморья:
часть Надеждинского сельского поселения в составе:
- административный центр Надеждинского муниципального района село Вольно-Надеждинское,
- посёлок Западный,
- посёлок Новый,
- посёлок Шмидтовка,
- посёлок Зима Южная,
- посёлок Де-Фриз,
- село Прохладное;

Часть Тавричанского сельского поселения без населённых пунктов.

## Население
| 1959     | 1970     | 1979     | 1989     | 1991     | 1993     | 2002     |
| -------- | -------- | -------- | -------- | -------- | -------- | -------- |
| 299 378  | ↗449 922 | ↗558 535 | ↗660 058 | ↗679 000 | ↘669 600 | ↘620 689 |
| 2003     | 2006     | 2007     | 2008     | 2009     | 2010     | 2011     |
| ↘616 800 | ↘613 400 | ↘606 400 | ↘605 300 | ↘605 227 | ↗616 807 | ↘616 009 |
| 2012     | 2013     | 2014     | 2015     | 2016     | 2017     | 2018     |
| ↗622 693 | ↗625 868 | ↗630 027 | ↗631 387 | ↗633 167 | ↗633 414 | ↘633 102 |
| 2019     | 2020     | 2021     | 2022     | 2023     | 2024     |          |
| ↗633 144 | ↗634 665 | ↗634 835 | ↗635 854 | ↘628 385 | ↘622 782 |          |

### Урбанизация
Городское население (собственно город Владивосток) составляет 95,41 % от всего населения округа (2024 год).

## Населённые пункты
В состав городского округа и города краевого подчинения входят 6 населённых пунктов:
| № | Населённый пункт | Тип     | Население |
| - | ---------------- | ------- | --------- |
| 1 | Владивосток      | город   | ↗594 201  |
| 2 | Береговое        | село    | ↗500      |
| 3 | Попова           | посёлок | ↗1200     |
| 4 | Рейнеке          | посёлок | ↘20       |
| 5 | Русский          | посёлок | ↗10 424   |
| 6 | Трудовое         | посёлок | ↘19 543   |

До 2004 года посёлки Попова, Русский, Трудовое относились к рабочим посёлкам (посёлкам городского типа), а Рейнеке до 1977 года.